# Huceine Camil
Huceine Camil (em árabe: سلطانحسينكامل; romaniz.: Husayn Kamil; Cairo, 21 de novembro de 1853 — Cairo, 9 de outubro de 1917) foi sultão do Egito e rei do Sudão de 19 de dezembro de 1914 até à sua morte, em 9 de outubro de 1917.
Era o filho do quediva Ismail Paxá, que governou o Egito de 1863 a 1879. Camil foi nomeado sultão do Egito após a deposição pelos britânicos de seu sobrinho, o quediva Abaz II. O Egito era um protetorado britânico em 1914, no começo da Primeira Guerra Mundial.

## Vida
Hussein Kamel era o segundo filho do quediva Ismail Pasha, que governou o Egito de 1863 a 1879. Ele foi declarado sultão do Egito em 19 de dezembro de 1914, depois que as forças de ocupação britânicas depuseram seu sobrinho, o quediva Abbas Hilmi II, em 5 de novembro de 1914. Embora apresentado como o restabelecimento do sultanato egípcio pré-otomano, o recém-criado Sultanato do Egito seria um protetorado britânico, com poder político e militar efetivo investido em funcionários britânicos. Isso pôs fim à soberania otomana de jure sobre o Egito, que havia sido em grande parte nominal desde a tomada do poder por Muhammad Ali em 1805.
Após a morte de Hussein Kamel, seu único filho, o príncipe Kamal el Dine Hussein, recusou a sucessão, e o irmão de Hussein Kamel, Ahmed Fuad, ascendeu ao trono como Fuad I. No início do romance de Naguib Mahfouz, Palace Walk, Ahmad Abd al-Jawwad diz: "Que bom homem é o príncipe Kamal al-Din Husayn! Você sabe o que ele fez? Ele se recusou a ascender ao trono de seu falecido pai enquanto os britânicos estivessem no comando.
Fotografias estereoscópicas das procissões de coroação e sepultamento do sultão Hussein estão disponíveis na Biblioteca Digital de Livros Raros e Coleções Especiais da Universidade Americana do Cairo.